# Milionia guentheri
Milionia guentheri är en fjärilsart som beskrevs av Butler 1881. Milionia guentheri ingår i släktet Milionia och familjen mätare. Inga underarter finns listade i Catalogue of Life.